# I cinque guerrieri
I cinque guerrieri (The Five Greatest Warrior) è un romanzo thriller di Matthew Reilly del 2010.

## Edizioni
- Matthew Reilly, I cinque guerrieri, Editrice Nord, 2010, ISBN 978-88-894-0389-1.